# لاندا کبوتر
لاندا کبوتر یک ستاره است که در صورت فلکی کبوتر قرار دارد.